# Rakband

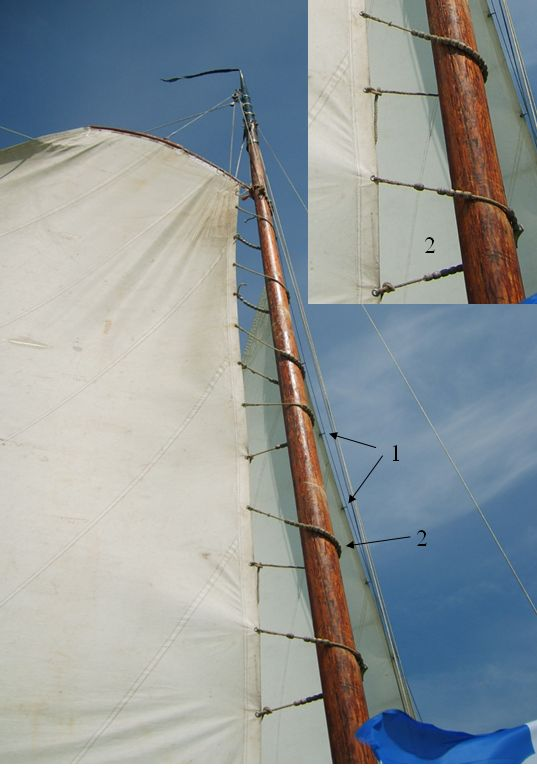
Een grootzeil dat door middel van rakbanden aan de mast bevestigd is

Een rakband of rijglijn is een stuk touw, voorzien van kralen (kloten genoemd), wat dient om het voorlijk van het grootzeil aan de mast te binden. Op klassieke zeilboten zoals botters wordt de rakband hiertoe nog gebruikt. Op modernere zeilboten worden gebruikelijk leuvers in of op een rail gebruikt.
De kralen dienen het mogelijk te maken het grootzeil te hijsen en te strijken.